# Simon Szyszman
Simon Szyszman (né à Simferopol le 30 juin 1909 et mort à Paris 12e le 22 février 1993) est un auteur et éditeur karaïme moderne.
Né en Crimée, il tente d'émigrer en Égypte en 1945, mais s'installe finalement à Paris.
Il a écrit une œuvre abondante sur les karaïtes. À partir de 1973, il publie plusieurs éditions du Bulletin d'études karaïtes. Son matériel est d'importance reconnue pour l'histoire karaïte moderne.
Adepte des thèses articulées par Abraham Firkovich et Simha Babovich selon lesquelles les karaïtes européens seraient un peuple d’ethnie tatare distinct du judaïsme, il insiste fermement sur cette distinction et adopte en vieillissant un point de vue de plus en plus hostile au judaïsme, attaquant les auteurs rabbanites sur le karaïsme dès que l’occasion s’en présente. Dans un article de 1989 (« Les Karaïtes sont-ils destinés à être méconnus ? »), il va jusqu'à blâmer les rabbanites pour la « destruction » de la communauté karaïte d'Égypte (qui a émigré en Israël), et pour tous les malheurs que les karaïtes ont subis.
Szyszman ne ménage pas sa critique des karaïtes se définissant comme Juifs (essentiellement les karaïtes d'orient), accusés d'être « peu confiants en leur force », ni son hostilité au sionisme dont les « dirigeants […] cherchent vainement à étouffer [les idées karaïtes] depuis plus de deux mille ans » (le terme « sionisme » désigne ici manifestement les communautés juives en général). Les Juifs rabbanites, toujours désignés par le seul terme de « Juifs », sont aussi régulièrement accusés par l'auteur, par exemple d'avoir « ruiné matériellement » les karaïtes de Pologne et de Lituanie.